# قوارقواري الرابع الجاقلي
قوارقواري الرابع الجاقلي هو سياسي عثماني شغل منصب والي في الدولة العثمانية.

## مناصبه
تولى المناصب التالية:
- أمير مسخاتي (1573–1581)